# Lac Babcock
Pour les articles homonymes, voir Babcock.
Le lac Babcock (en anglais : Babcock Lake) est un lac américain dans le comté de Mariposa, en Californie. Il est situé à 2 714 mètres d'altitude au sein de la Yosemite Wilderness, dans le parc national de Yosemite.